# Kembangan (onderdistrict)
Kembangan is een onderdistrict (kecamatan) van Jakarta Barat (West-Jakarta) in het westen van de provincie Jakarta, Indonesië.
Het stadhuis van Jakarta Barat is gelegen in Kembangan.

## Verdere onderverdeling
Het onderdistrict Kembangan is verdeeld in 6 kelurahan (stedelijke gemeenschappen):
1. Kembangan Selatan - postcode 11610
2. Kembangan Utara - postcode 11610
3. Meruya Utara - postcode 11620
4. Srengseng - postcode 11630
5. Joglo - postcode 11640
6. Meruya Selatan - postcode 11650